# (4427) Burnashev
(4427) Burnashev – planetoida z głównego pasa planetoid okrążająca Słońce w ciągu 5 lat i 101 dni w średniej odległości 3,03 j.a. Została odkryta 30 sierpnia 1971 roku w Krymskim Obserwatorium Astrofizycznym w Naucznym na Krymie przez Tamarę Smirnową. Nazwa planetoidy pochodzi od Władysława Iwanowicza Burnaszewa (ur. 1943), stałego pracownika Obserwatorium Krymskiego, eksperta w dziedzinie fotometrii gwiazd i spektrofotometrii oraz jego żony, Belli Aleksiejewny Burnaszewy (ur. 1944), pracownika Instytutu Astronomii Teoretycznej, a także programisty w Obserwatorium Krymskim. Przed nadaniem nazwy planetoida nosiła oznaczenie tymczasowe (4427) 1971 QP1.